# زراعة النوافذ

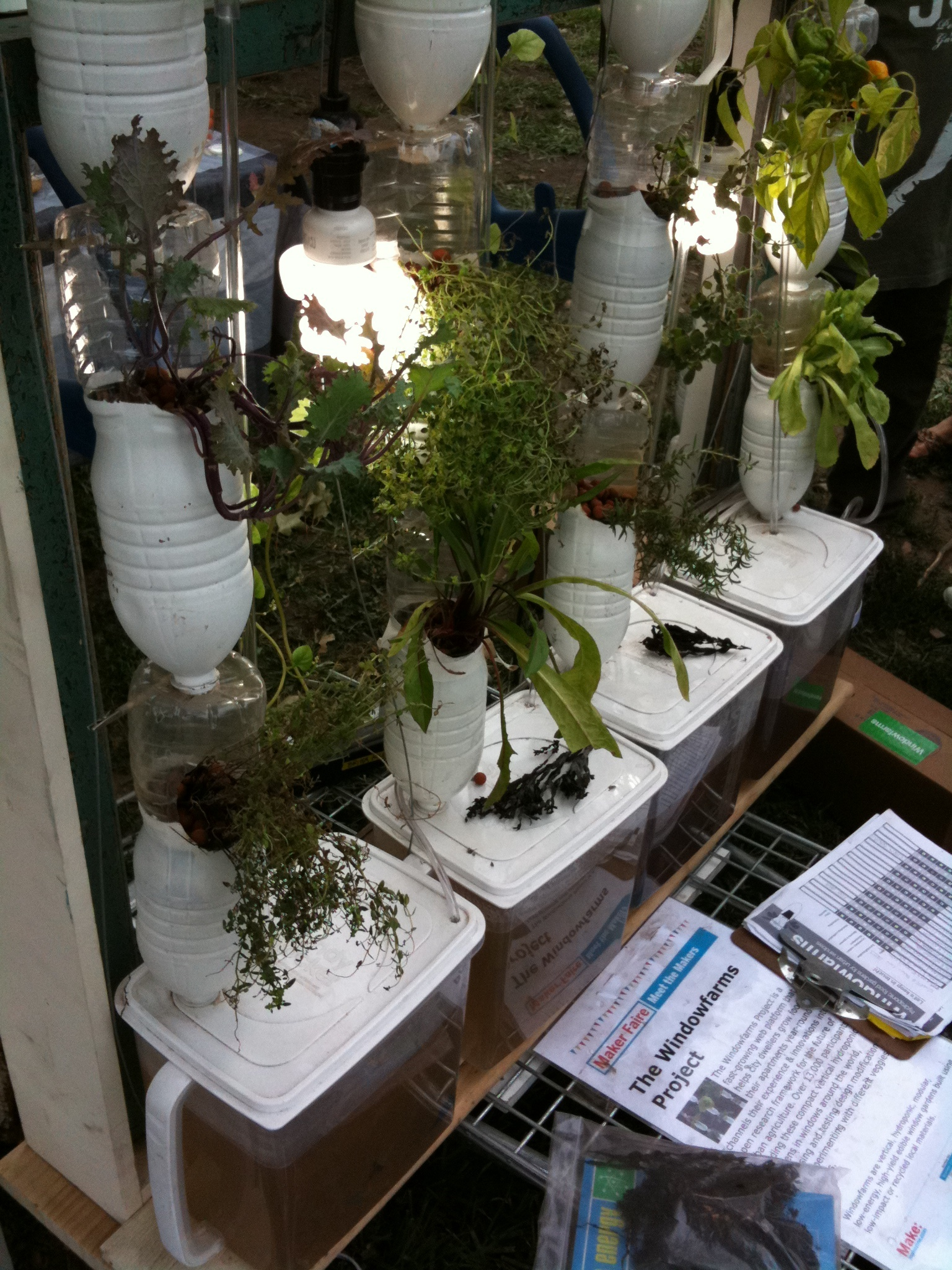
تنظيم أحواض زراعة النوافذ

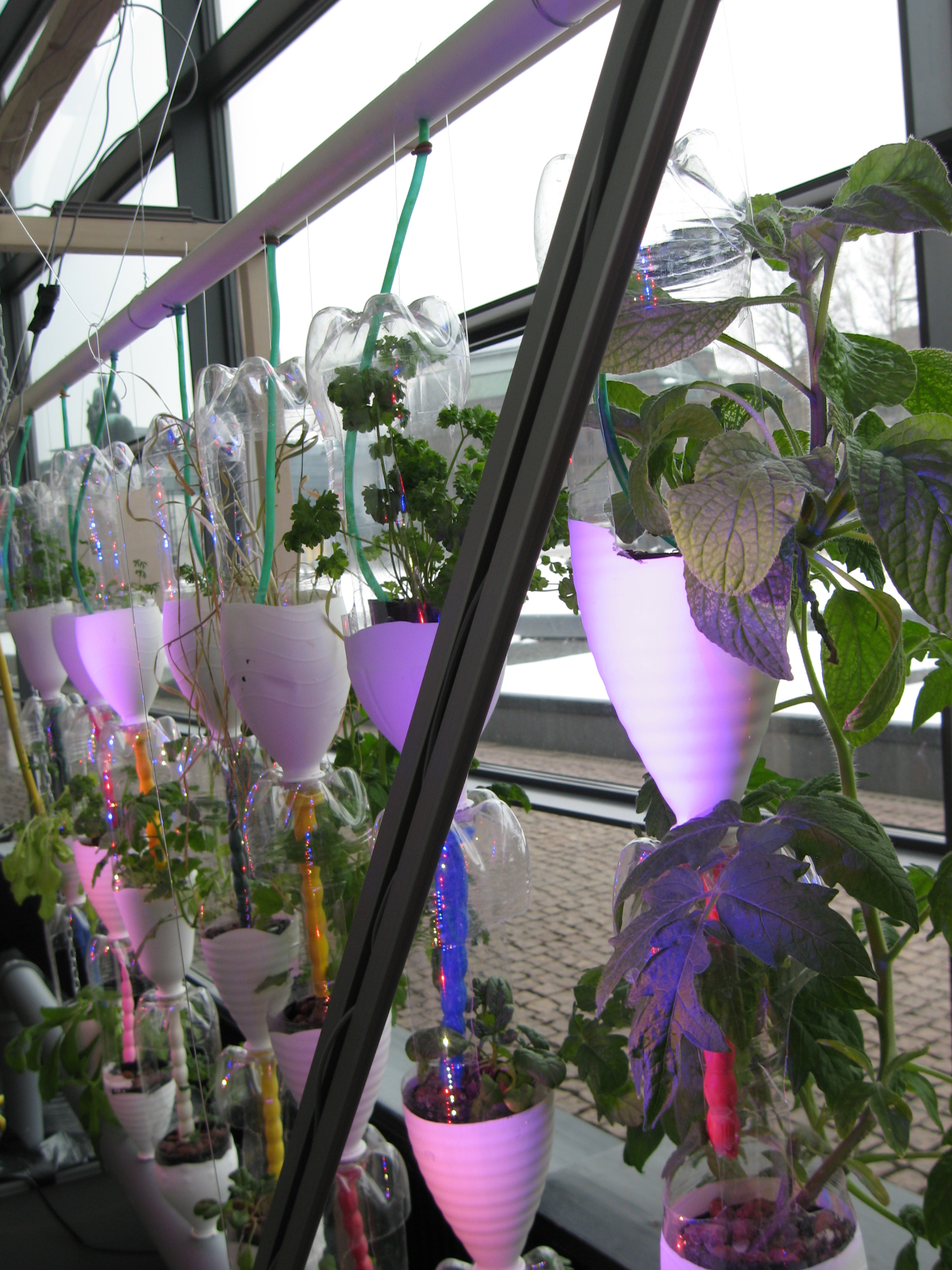
تنظيم أحواض زراعة النوافذ

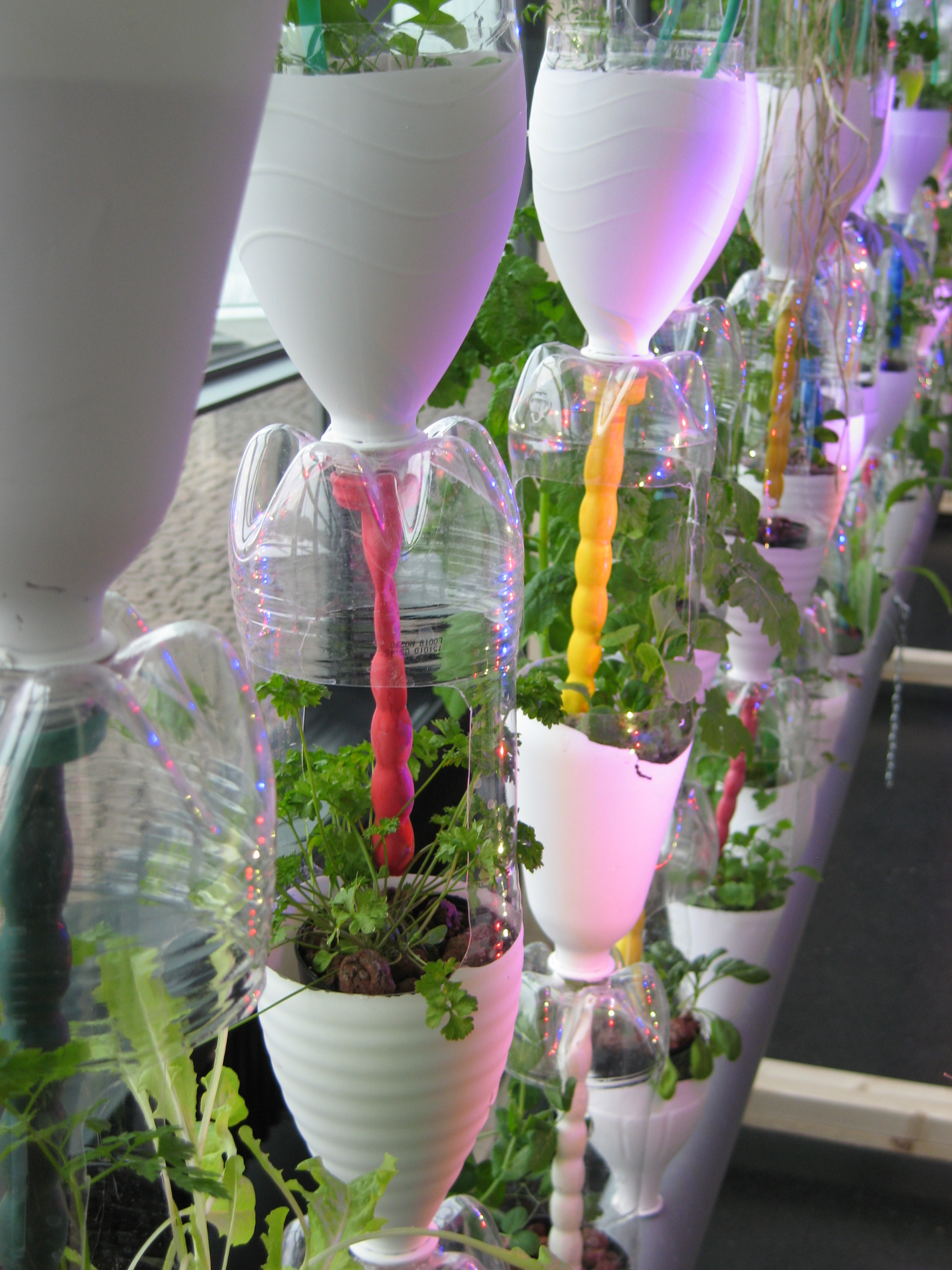
تنظيم أحواض زراعة النوافذ

إن نظام زراعة النوافذ هو نظام لـ البستنة الحضرية يعتمد على الزراعة في الماء وضعته أولاً بريتا ريلي باستخدام تصميمات المصدر المفتوح. فزراعة النوافذ هي حديقة داخلية تسمح بالزراعة طوال العام في أي نافذة تقريبًا. وتسمح للنباتات بالاستفادة من الضوء الطبيعي والتحكم في مناخ المكان حيث تعيش و«التربة السائلة» العضوية.

## نبذة
إن شركة ويندوفارمز (Windowfarms) عبارة عن مشروع اجتماعي أنشئ في بروكلين بنيويورك ويساعد قاطني المدن في جميع أنحاء العالم على زراعة الأطعمة الطازجة لديهم. وتقوم الشركة بتصنيع حدائق أطعمة داخلية رأسية تُحسن من ظروف النوافذ لنمو الخضر والأعشاب والخضروات الصغيرة طوال العام.

### رسالة الشركة
إن مهمة الشركة هي إحياء التنوع الحيوي الزراعي والتوصيل بين المستهلكين وإنتاج الطعام المستدام بهدف خلق مستقبل صحي أكثر لكل من الإنسان والبيئة.

### كيف تعمل
في نظام الزراعة في الماء، يتم ضخ الماء المزود بالسنبلات المغذية من خزان يوجد في قاعدة النظام ويتقاطر لأسفل من زجاجة إلى زجاجة، وينتقل عبر جذور النباتات طوال الطريق. ولا يتم امتصاص الماء والمغذيات في الخزان بل ضخها مجددًا في المرحلة التالية. فالنباتات المزروعة في التربة لها جذور تمتد في العمق، لكن جذور النبات المزروعة في نظام الزراعة في الماء تكون كثيفة ومتشعبة. ونظرًا لتكتل الجذور على هذا النحو، يحقق نظام الزراعة في الماء فعالية كبيرة في استخدام المساحة.

### الشركاء
- جراتفول جرينز (لويفيل، كنتاكي) أنشأها مسؤول سابق تحول للزراعة بهدف توفير منتجات طازجة أكثر ولذيذة.
- ورشة ميد هودسون للمعاقين (بوكيبسي، نيويورك) ويعمل فيها المحاربون القدامى الأمريكيون المعاقون وغيرهم من العاملين المعاقين جسديًا بهدف منحهم فرصة العمل الجاد وتغطية صحية شاملة.
- شركة هاربيك (أونتاريو، نيويورك)تصنع مزارع النوافذ من مكونات اللدائن الصديقة للبيئة وتعتبر تلك الشركة مبتكرة للمواد الصديقة للبيئة في هذا المجال، فقد أنتجت مصنعًا يعمل بطاقة مروحة تعمل بالرياح، وتعمل على تجربة أحدث المواد، وهناك خارطة طريقة لتصبح محايدة الكربون في عام 2013.

### افعلها بنفسك
قامت مخترعة هذا النظام بريتا ريلي عام 2009 بإنشاء أول شركة ويندفارمز بمساعدة أصدقائها في نافذة شقتها في بروكلين في الطابق الخامس. فلقد تعاونت لبدء وتنظيم عملية تطوير نظام زراعة أغذية للزراعة في الماء في المنزل ليوضع في شرف الشقق، وقامت بإنشاء موقع مشاركة للوسائط الاجتماعية our.windowfarms.org نسخة محفوظة 20 نوفمبر 2012 على موقع واي باك مشين., لتوضيح عدد من التعليمات لصناعة هذا النظام من خلال إعادة استخدام زجاجات المياه ومستلزمات السباكة. ويوجد ما يقرب من 40 ألف مستخدم مسجل في الموقع قاموا بإنشاء مزارع النوافذ لديهم.

### حملة كيكستارتر (Kickstarter Campaign)
من خلال حملتي شركة كيكستارتر التي حطمت المقاييس، قام المشروع الاجتماعي الناشئ بتجميع ما يزيد عن 285 ألف دولار أمريكي ليبدأ عمله كشركة صناعة تصميمات مزارع النوافذ في الولايات المتحدة باستخدام المواد المستدامة، مع التركيز الحديث على النباتات المزروعة في النظام، وذلك كله بهدف إحياء التنوع الحيوي الزراعي في أنظمة صغيرة النطاق.

## المعرض
لقد عُهد إلى شركة ويندوفارمز بإنشاء مزرعتي نوافذ كبيرتين في المتحف الأمريكي للتاريخ الطبيعي إلى جانب معرض خاص يجول العالم لعرض الأغذية «مطبخنا العالمي:الغذاء، الثقافة، الطبيعة». ويتم عرض الحديقة البحثية لنظام الزراعة في الماء على شاشة LED تعمل بالضوء لمدة عشرة أشهر في كولومبوس وفي شارع 79 من نوفمبر 2012 حتى أغسطس 2013.

## الصحافة
لقد تمت الإشادة بشركة ويندوفارمز في إذاعة إن بي آر ونيويورك تايمز ومجلة جريست ومجلة آرت إن أمريكا وبرنامج صباح الخير يا أمريكا ومدونة وايرد والحلقات التليفزيونية برنامج مارتا ستيوارت وجاردن كالتشر ومجلة ريديميد ومدونات الطعام الشهيرة والأفلام الوثائقية.

## وصلات خارجية
- Windowfarms website
- Britta Riley's Ted Talk
- Windowfarms community site نسخة محفوظة 20 نوفمبر 2012 على موقع واي باك مشين.
- Commercial Windowfarms
- Trehugger article
- NPR story
- Urban Garden Magazine entry